# Hattie McDaniel
Hattie McDaniel (Wichita, 10 giugno 1893 – Los Angeles, 26 ottobre 1952) è stata un'attrice e cantante statunitense, prima attrice afroamericana ad aver vinto un Premio Oscar.
Oltre all'attività di attrice e cantante gospel, Hattie McDaniel è stata la prima donna di colore a cantare alla radio degli Stati Uniti d'America, paroliera, comica, attrice di palcoscenico, intrattenitrice radiofonica e star televisiva. Nonostante le numerosissime apparizioni nei film americani dell'epoca (circa 300), soltanto in un'ottantina di questi è stata accreditata nei titoli. Ha vinto il Premio Oscar come miglior attrice non protagonista per l’interpretazione di Mami nel film cult Via col vento (1939).
Possiede due stelle nella Hollywood Walk of Fame, una per i suoi contributi alla radio e una seconda per la recitazione nei film.

## Biografia

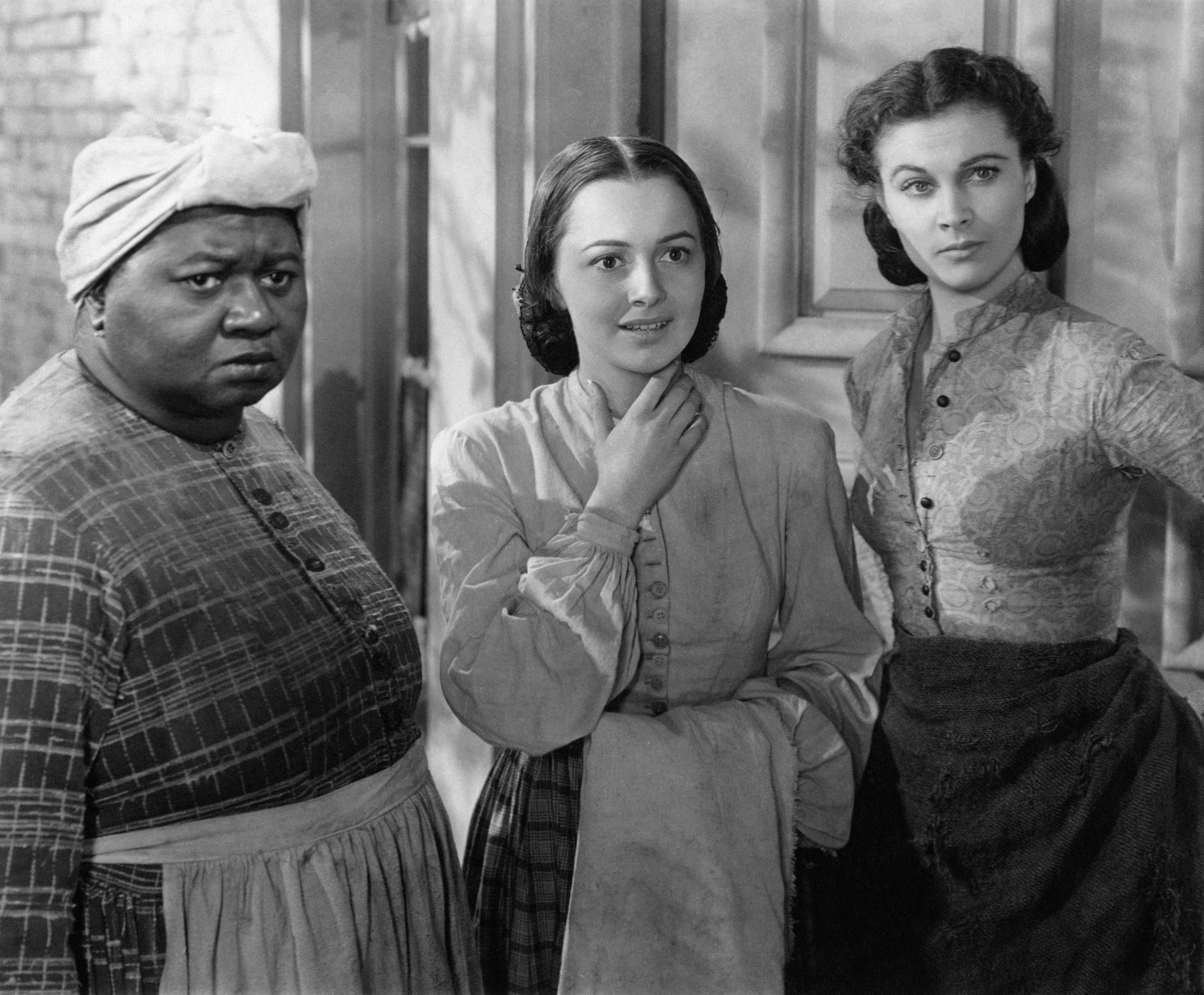
Hattie McDaniel, Olivia de Havilland e Vivien Leigh in Via col vento (1939)

Hattie McDaniel nacque in una famiglia di ex schiavi, ultimogenita di 13 figli. Il padre, Henry McDaniel (1845-1922), combatté nella guerra civile americana come facente parte del 122º USCT (United States Colored Troops), le truppe composte da soldati afroamericani, mentre la madre, Susan Holbert (1850-1920), era una cantante di musica religiosa. Successivamente, nel 1900, la famiglia si trasferì dal Kansas al Colorado, dove, presso Denver, la McDaniel si diplomò.
Durante gli anni dieci fece parte di un gruppo vocale gospel, ma negli anni venti intraprese una carriera radiofonica presso la stazione radio di Denver KOA. A seguito del crack finanziario della Borsa di Wall Street del 1929 e le relative conseguenze economiche sulle condizioni di gran parte della popolazione americana, l'unico lavoro che riuscì a trovare fu quello di cameriera e donna delle pulizie al Club Madrid di Milwaukee. Nel 1931 raggiunse le sorelle Etta ed Orlena ed il fratello Sam a Los Angeles, dove, fintantoché non riuscì a trovare un'occupazione nella cinematografia, svolse lavori come cuoca e donna di servizio. Il suo interesse per la recitazione le permise di debuttare al cinema nel 1932 ne L'occidente d'oro, diretta da Gordon Rigby.
Le sue caratteristiche fisiche la portarono ad interpretare ruoli relegati alla figura di matrona di colore, con la consacrazione nel ruolo di "Mami" in Via col vento del 1939 che le permise di vincere il premio Oscar quale miglior attrice non protagonista. Nel 1937 interpreta un ruolo non accreditato nel film Amore sublime insieme alla sorella Etta McDaniel. Nonostante lo stereotipo in cui venne rinchiusa, l'attrice riuscì comunque ad avere una fortunata e intensa carriera cinematografica, apparendo in quasi 300 film, fino a La pista di fuoco di Edward Ludwig, che vide la sua ultima interpretazione nel 1949. Nel 1951 scoprì di essere affetta da un tumore al seno. Morì il successivo 26 ottobre 1952, all'età di 59 anni, presso l'ospedale della Motion Picture House di Woodland Hills.
Migliaia furono le persone in lutto presenti al suo funerale per ricordare la sua vita ed i suoi traguardi. Come sue volontà lasciò scritto di essere seppellita con una bara bianca ed un velo bianco che fungesse da sudario, delle gardenie bianche sui capelli e sulle mani assieme ad una coperta composta dalle medesime ed un cuscino di rose rosse. Inoltre manifestò il desiderio di essere sepolta al cimitero di Hollywood, cosa che peraltro non avvenne a causa della segregazione razziale contro gli Afro-americani negli Stati Uniti. Fu seppellita all'Angelus-Rosedale Cemetery di Los Angeles (dove si trova ancora oggi), primo cimitero della città che accoglieva persone di etnie e credi religiosi diversi.

## Controversie

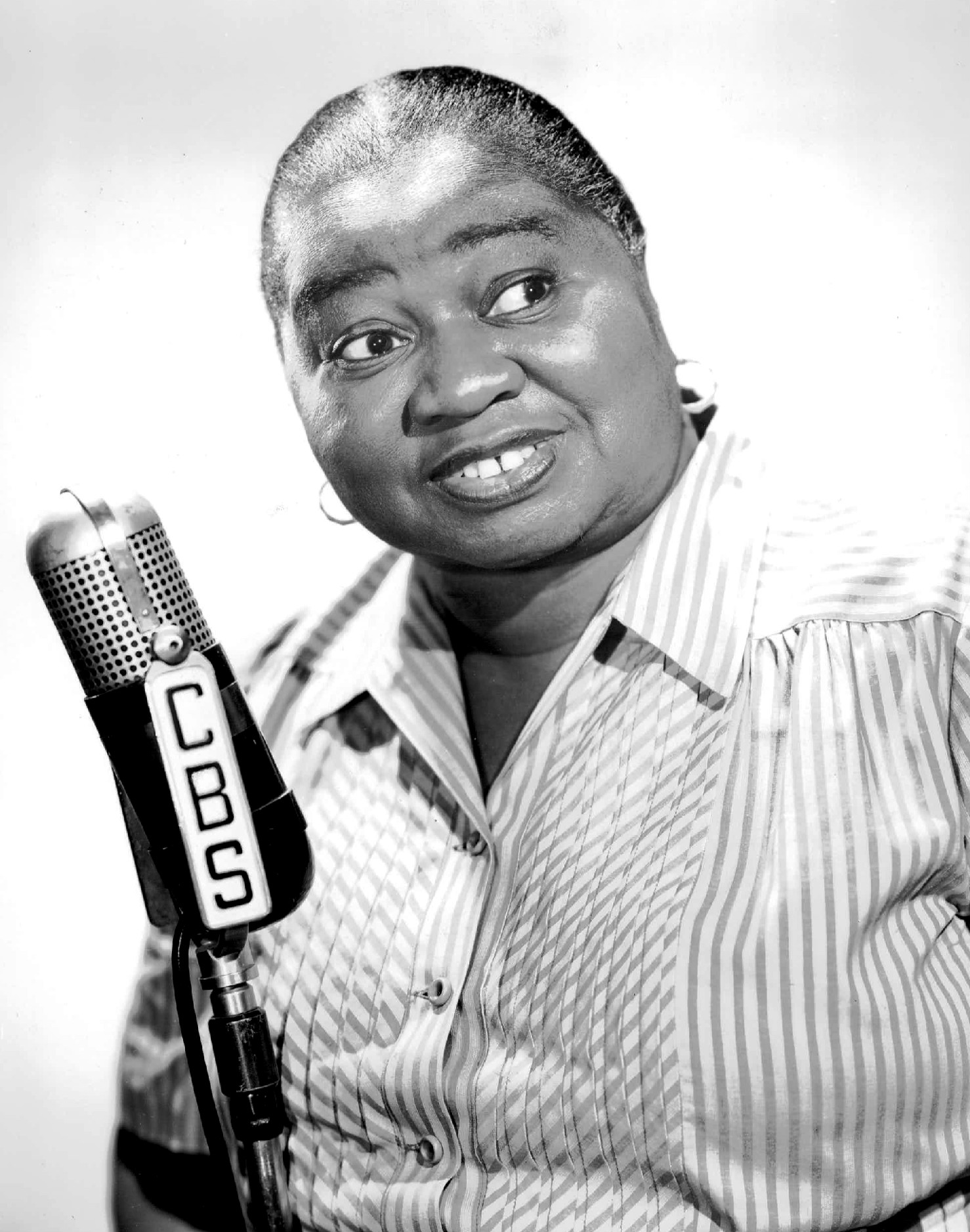
La McDaniel nel 1948

Quando la sua fama crebbe, la McDaniel fu oggetto di critiche da parte di alcuni membri della comunità afroamericana. Associazioni come la NAACP obiettarono come gli stereotipi hollywoodiani non solo relegassero i neri a ruoli di servi in generale ma anche che essi venivano spesso rappresentati come pigri, ottusi, violenti e contenti di svolgere lavori umili. Oltre che incolpare gli studios, furono chiamati in causa anche gli attori, e specialmente gli attori di colore, affinché spingessero le case cinematografiche ad offrire loro ruoli diversi e non meramente stereotipati. Infine, protestarono contro l'inaccuratezza di questi ritratti, che sommati alla segregazione razziale e ad altre forme di discriminazione, rendevano difficile per tutti gli afroamericani sconfiggere il razzismo e i pregiudizi.
Alcuni membri di queste associazioni attaccarono direttamente Hattie McDaniel definendola una "Zio Tom dei bianchi", accusata di perpetrare gli stereotipi razziali e l'accondiscendenza verso la schiavitù. La McDaniel liquidò queste accuse come "pregiudizi di classe nei confronti dei domestici", affermazione che gli editorialisti bianchi sembravano accettare. E notoriamente dichiarò: «Perché dovrei sentirmi in colpa se guadagno 700 dollari a settimana interpretando una cameriera? Se non lo avessi fatto, guadagnerei 7 dollari alla settimana lavorando come una vera donna di servizio».
La McDaniel venne criticata anche perché, a differenza di molti altri artisti di colore, non si associò mai al movimento di protesta per i diritti civili. Non entrò a far parte della Negro Actors Guild of America fino al 1947, verso fine carriera. Aveva un manager bianco che la rappresentava, William Meiklejohn, e non volle mai avere niente a che fare con la politica. I suoi più accesi detrattori, come Walter White della NAACP, arrivarono a dichiarare che lei ed altri attori di colore che interpretavano stereotipi razziali al cinema, non solo erano "servi dei bianchi" ma anche "agenti attivi al servizio del governo nell'oppressione verso i neri".

## Filmografia
- Crooner, regia di Lloyd Bacon (1932)
- Venere bionda (Blonde Venus), regia di Josef von Sternberg (1932)
- L'occidente d'oro (The Golden West), regia di David Howard (1932)
- Non sono un angelo (I'm No Angel), regia di Wesley Ruggles (1933)
- Il giudice (Judge Priest), regia di John Ford (1934)
- We're Only Human, regia di James Flood (1935)
- Il piccolo colonnello (The Little Colonel), regia di David Butler (1935)
- Primo amore (Alice Adams), regia di George Stevens (1935)
- Sui mari della Cina (China Seas), regia di Tay Garnett (1935)
- Un dramma per televisione (Murder by Television), regia di Clifford Sanforth (1935)
- Arbor Day, regia di Fred C. Newmeyer (1936)
- La forza dell'amore (The Bride Walks Out), regia di Leigh Jason (1936)
- La canzone di Magnolia (Show Boat), regia di James Whale (1936)
- Saratoga, regia di Jack Conway (1937)
- La moglie bugiarda (True Confession), regia di Wesley Ruggles (1937)
- Amore sublime (Stella Dallas), regia di King Vidor (1937) - non accreditata
- Girandola (Carefree), regia di Mark Sandrich (1938)
- Il terzo delitto (The Mad Miss Manton), regia di Leigh Jason (1938)
- Una donna vivace (Vivacious Lady), regia di George Stevens (1938)
- Ossessione del passato (The Shining Hour), regia di Frank Borzage (1938)
- Via col vento (Gone with the Wind), regia di Victor Fleming (1939)
- Zenobia: Ollio sposo mattacchione (Zenobia), regia di Gordon Douglas (1939)
- Con mia moglie è un'altra cosa (Affectionately Yours), regia di Lloyd Bacon (1941)
- La grande menzogna (The Great Lie), regia di Edmund Goulding (1941)
- La storia del generale Custer (They Died with Their Boots On), regia di Raoul Walsh (1941)
- L'uomo questo dominatore (The Male Animal), regia di Elliott Nugent (1942)
- In questa nostra vita (In This Our Life), regia di John Huston (1942)
- Da quando te ne andasti (Since you Went Away), regia di John Cromwell (1944)
- Margie, regia di Henry King (1946)
- Preferisco mio marito (Never Say Goodbye), regia di James V. Kern (1946)
- I racconti dello zio Tom (Song of the South), regia di Wilfred Jackson (1946)
- La fiamma (The Flame), regia di John H. Auer (1947)
- Io e l'uovo (The Egg and I), regia di Chester Erskine (1947)
- La signorina rompicollo (Mickey), regia di Ralph Murphy (1948)
- Abbandonata in viaggio di nozze (Family Honeymoon), regia di Claude Binyon (1948)
- La pista di fuoco (The Big Wheel), regia di Edward Ludwig (1949)

## Riconoscimenti
- Premio Oscar
  - 1940 – Miglior attrice non protagonista per Via col vento

## Doppiatrici italiane
- Maria Saccenti in Venere bionda (2º ridoppiaggio), Primo amore (ridoppiaggio), Ossessione del passato, Via col vento, La storia del generale Custer, In questa nostra vita, Preferisco mio marito, I racconti dello zio Tom (entrambi i doppiaggi)
- Lola Braccini in Il terzo delitto, L'uomo questo dominatore, Io e l'uovo, Abbandonata in viaggio di nozze
- Giovanna Cigoli in La grande menzogna
- Mignon Cocco in  Da quando te ne andasti
- Anita Laurenzi in Via col vento (ridoppiaggio)
- Flora Carosello in In questa nostra vita (ridoppiaggio)